# Uvala
Uvala je skledasta kotanja, po nastanku, obliki in velikosti prehodna oblika kraškega površja, večja od vrtače in manjša od kraškega polja. Bistvena značilnost uvale je razgibano dno, ki je ali pa ni razčlenjeno z vrtačami, in strme stene. Ima kraški odtok, obod pa je nepravilne oblike. V Sloveniji je največ uval na nižjih kraških planotah med kopastimi oz. stožčastimi vzpetinami (Suha krajina, Kočevski rog, obrobje Gorjancev, Grosupeljska kotlina, Čičarija). Na uvalo pogosto kaže ime dol. Po nastanku sta podobni obliki konta (na visokih kraških planotah, npr. Pokljuki) in draga (Snežnik, Trnovski gozd, Bela krajina), na oblikovanje katerih so vplivali tudi ledeniški procesi.  
Slovenska kraška terminologija loči posebej med vrtačasto in dolasto uvalo. Dolasta uvala je izrazito podolgovata, dolu podobna vdolbina, vrtačasto uvalo pa sestavljajo zraščene razsežne vrtače.

## Uvale v Sloveniji
Velike uvale v Sloveniji: 
- Senadolski dol
- Dobska uvala
- Ponikve (Ponikovska uvala)
- Rakovška uvala (Rakek)
- Unška uvala (Unec)
- Loški potok (pokrajina)

- uvala Velike Dole južno od Zagorice (Dolska uvala)[potrebna razločitev]

manjše uvale:
- uvale na Nanosu (več)
- Brezovi dol
- Rožni dol
- itd.